# Kathleen (Flórida)
Kathleen é uma Região censo-designada localizada no estado americano de Flórida, no Condado de Polk.

## Demografia
Segundo o censo americano de 2000, a sua população era de 3280 habitantes.

## Geografia
De acordo com o United States Census Bureau tem uma área de
8,6 km², dos quais 8,6 km² cobertos por terra e 0,0 km² cobertos por água.

## Localidades na vizinhança
O diagrama seguinte representa as localidades num raio de 16 km ao redor de Kathleen.